# KABUTO METAL
KABUTO METAL（カブト・メタル）はSmash West主催による日本のライブイベント。
端午の節句の時期に開催されることが由来である。

## 略歴
2011年5月に「アジア最尖鋭級ラウド系フェス」と銘打ちWHITE SIDEとDARK SIDEの2日間にわたって東京と大阪で入れ替えで開催される予定であったが東日本大震災と福島第一原発の事故の影響により一部バンドが来日を拒絶したため、中止となった。
2013年に復活する予定であったがBBSにてOZZFEST JAPAN開催によって客が分散することを恐れ開催延期と発表。
2014年に東京と大阪1日ずつで開催が決定したが中止された。

## KABUTO METAL 2011
- DARK SIDE -
出演
- モービッド・エンジェル
- ザ・ホーンテッド
- イーサーン
- オリジン
- ロットゥン・サウンド
- レプロス

会場
- 2011年5月21日（土）大阪・なんばHATCH
- 2011年5月22日（日）東京・新木場STUDIO COAST

- WHITE SIDE -
出演
- ストーリー・オブ・ザ・イヤー
- サーズデイ
- アンダーオース
- エンヴィ
- アーキテクツ
- meaning(東京のみ)
- crossfaith(大阪のみ)

会場
- 2011年5月21日（土）東京・新木場STUDIO COAST
- 2011年5月22日（日）大阪・なんばHATCH

注
- 東日本大震災の影響のため中止。

## KABUTO METAL 2014
出演
- ヴェノム
- モービッド・エンジェル
- アイヘイトゴッド
- アンクル・アシッド・アンド・ザ・デッドビーツ

- Ghost Tent Stage-(東京のみ)
- OUTRAGE
- DEFILED
- SURVIVE
- SILVERBACK
- CRYPTIC REVELATION

会場
- 2014年4月19日（土）大阪・なんばHATCH
- 2014年4月20日（日）東京・新木場STUDIO COAST

注
- 中止になった。